# HK417
Le HK417 est un fusil d'assaut de la firme Heckler & Koch, basé sur le modèle HK 416 mais chambré en 7,62 x 51 mm OTAN.

## Caractéristiques

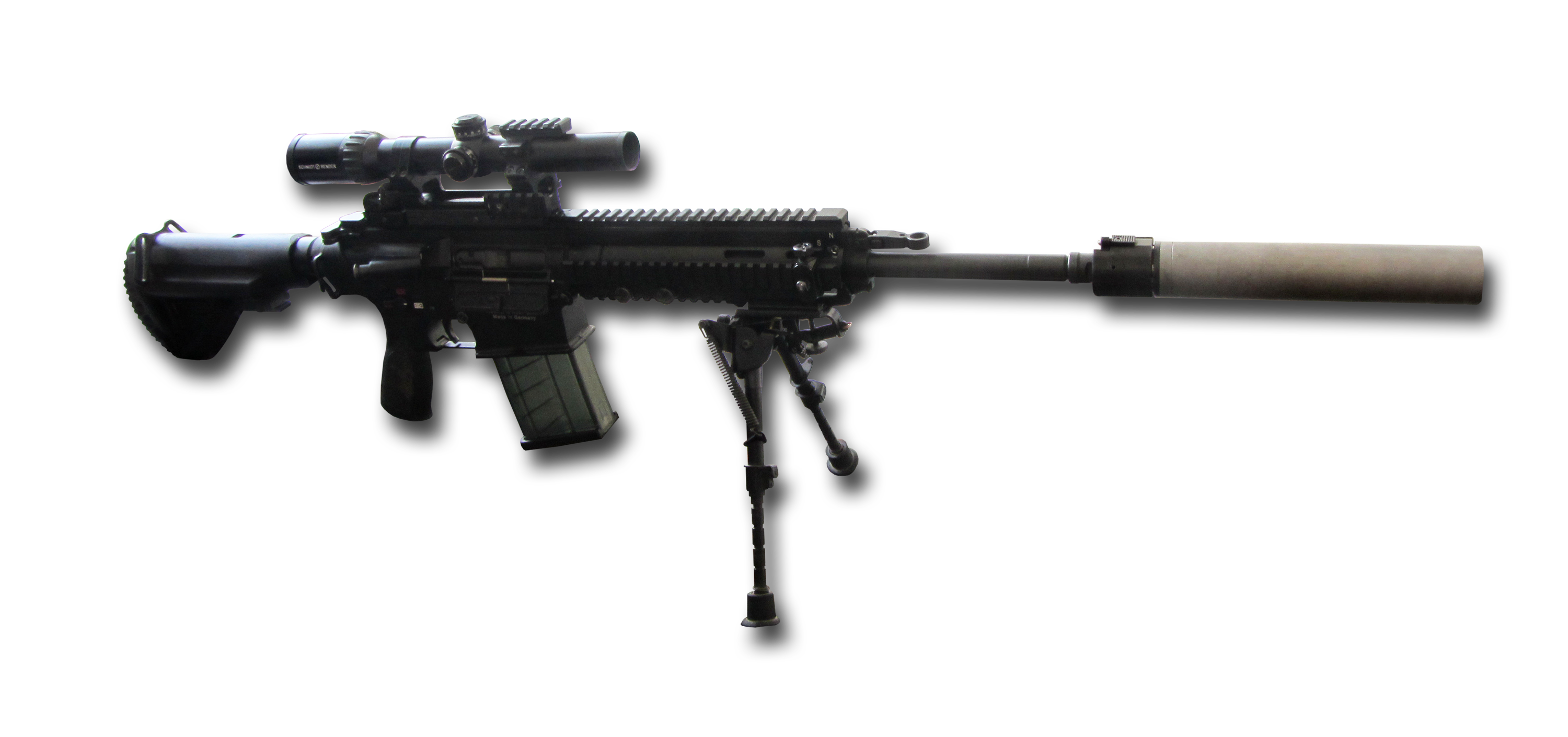
Un HK417 de l’armée allemande avec un silencieux.

Le HK417 a le même fonctionnement que son prédécesseur. Les premiers prototypes utilisaient un chargeur acier de 20 cartouches, remplacé dans les dernières versions par une version en polymère transparent similaire à ceux du HK G36, sans toutefois la possibilité de fixer plusieurs chargeurs les uns sur les autres. L'arme est disponible en version automatique ou semi-automatique.
La version destinée au marché civil est appelée MR 308. Le nombre fait référence au calibre .308 winchester, il est aussi appelé MR 762, 762 faisant toujours référence à son calibre, mais cette fois dans le système métrique. Une version pour tireur de précision dérivée pour la version civile est nommée G28.

## Variantes
Il existe 3 variantes du HK417 suivant les longueurs du canon :
- Modèle HK417 "13 pouces" (33,02 centimètres),
- Modèle HK417 "16,5 pouces" (40,64 centimètres),
- Modèle HK417 "20 pouces" (50,8 centimètres).

## Utilisateurs
- Albanie - Les soldats albanais ont acquis un certain nombre de HK417, équipés d'une lunette Schmidt & Bender (en).
- Belgique - emploi par le  CGSU de la Police fédérale belge  qui utilise aussi des FN SCAR.
- États-Unis - 30 fusils G-28 pour des essais opérationnels et de qualité acquis pour les tireurs de précision de l'US Army en 2016. Puis, si cela est concluant, H&K se verra attribuer un contrat de 44,5 millions de dollars pour 3 643 exemplaires[1].
- Mexique - La marine mexicaine et les forces spéciales utilisent le HK417 comme fusil de précision.
- Pays-Bas - Les commandos de marine néerlandais ont acquis un certain nombre de HK417 et les utilisent comme fusil de précision.
- Norvège - La marine norvégienne a acheté un nombre limité de HK417 et les utilise comme fusil de précision.
- Royaume-Uni - Le SAS possède quelques HK417 et les utilise comme fusil de précision et fusil d'assaut.
- France - Le RAID, Le GIGN, les Commandos Marine, les CPA (commandos parachutistes de l'air) et le CFST ont acquis un certain nombre de HK417 en 2008. Les gendarmes mobiles déployés en Afghanistan disposaient également de cette arme. Le HK417 a par ailleurs été acheté en urgence opérationnelle pour équiper les forces conventionnelles en Afghanistan. Il est en test au sein de différentes unités (GCP, GCM). Lors du challenge d'appuie-feu tireur embarqué organisé en 2012, toutes les unités ont utilisé cette arme. Un nombre inconnu mais limité de HK417-F est en cours de livraison en 2018 dans le cadre du remplacement du FRF2[2], l'arme réglementaire choisie en fin 2019 étant le FN SCAR. Suivant les unités, le HK417 à canon de 20" est utilisé comme fusil de précision avec :
  - une lunette Scrome J8 ou J10 et un montage STANAG-Picatinny ARMS #19,
  - une lunette Schmidt & Bender PM II 10x42 et des colliers ARMS #22,
  - une lunette Schmidt & Bender PM II 3-12x50 et des colliers ARMS #22-34mm.
- Portugal - Les Forces spéciales générales et l'armée portugaise ont acquis un nombre limité d'HK 417 utilisé par des tireurs d'élite désignés.

## Culture populaire
- Le HK417 apparaît dans les jeux :
  - Battlefield 3 en tant que fusil de sniper semi-automatique sous l’appellation M417.
  - Call of Duty: Ghosts en tant que fusil de précision sous l’appellation MR-28.
  - Tom Clancy's Ghost Recon Wildlands et Tom Clancy's Ghost Recon Breakpoint sous la version G28 comme fusil de précision semi-automatique.
  - S.K.I.L.L. - Special Force 2
  - Tom Clancy's Ghost Recon: Future Soldier sous le nom de 417, un fusil d'assaut semi-automatique ou automatique.
  - Tom Clancy's Rainbow Six: Siege sous le nom 417, fusil de sniper semi-automatique utilisable par les agents Twitch et Lion du GIGN, Sens (introduit en A7S2) et Raura (introduite en A10S1)
  - Watch Dogs sous le nom de 417.
  - ARMA III sous le nom de Spar-17.
  - Spec Ops: The Line sous le nom de 417. Le fusil est équipé d'une lunette, d'un chargeur de 10 coups, et tire seulement en semi-automatique.
  - Brain/Out où il peut se voir ajouter une lunette, un plus long canon et un viseur reflex.
  - Critical OPS
  - Ironsight
  - World War 3 en tant que fusil de combat sous l’appellation M417.
  - SCP: Secret Laboratory sous le nom de MTF-E11-SR lorsque l'arme est utilisée avec la modification 'heavy barrel'[3].
- Le HK417 apparaît dans les séries :
  - Alphas
  - Les Experts : Miami
- Le HK417 apparaît dans les films :
  - Zero Dark Thirty
  - Capitaine Phillips
  - Jurassic World
  - 13 Hours
  - Traque à Boston
  - Sicario : La Guerre des cartels

## Sources
Cette notice est aussi issue de la lecture des revues spécialisées de langue française suivantes :
- Cibles (Fr)
- Commando Magazine (Fr)
- Raids (Fr)
- Assaut (Fr)